# Facultatea de Științe Politice din Cluj
Facultatea de Științe Politice din Cluj este o facultate care funcționează în cadrul Universității Babeș-Bolyai.